# Sabacon occidentalis
Espèce
Synonymes
- Phlegmacera occidentalis Banks, 1894

Sabacon occidentalis est une espèce d'opilions dyspnois de la famille des Sabaconidae.

## Distribution
Cette espèce se rencontre aux États-Unis au Washington, en Oregon et en Californie et au Canada en Colombie-Britannique.

## Description
Le syntype mesure 2,4 mm.
Le mâle décrit par Shear en 1975 mesure 2,34 mm et la femelle 4,32 mm.

## Systématique et taxinomie
Cette espèce a été décrite sous le protonyme Phlegmacera occidentalis par Banks en 1894. Elle est placée en synonymie avec Sabacon crassipalpis  par Roewer en 1914. Elle est relevée de synonymie par Shear en 1975.

## Publication originale
- Banks, 1894 : « The Nemastomatidae and Trogulidae of the United States. II. » Psyche, a Journal of Entomology, vol. 7, no 213, p. 51–52 (texte intégral).